# Kreuzebra
Kreuzebra – dzielnica miasta Dingelstädt w Niemczech, w kraju związkowym Turyngia, w powiecie Eichsfeld. Do 31 grudnia 2018 jako samodzielna gmina wchodziła w skład wspólnoty administracyjnej Dingelstädt.